# Röschenz
Röschenz (en francés Reschenez) es una comuna suiza del cantón de Basilea-Campiña, situada en el distrito de Laufen. Limita al norte con las comunas de Burg im Leimental y Metzerlen-Mariastein (SO), al este con Dittingen, al sureste con Laufen, al suroeste con Liesberg, y al oeste con Kleinlützel (SO).